# Sable FC
Sable FC es un club de fútbol de Camerún situado en la localidad de  Batié y fundado en  1995. Son miembros de la Fédération Camerounaise de Football (Federación camerunesa de fútbol).

## Palmarés
- Primera División de Camerún: 1

1999
- Supercopa Roger Milla: 1

1999
- Copa de Camerún: 0

- Finalista: 2

2002, 2003

## Participación en competiciones de la CAF
| Temporada | Torneo                       | Ronda          | Club                   | Casa  | Visita | Global      |
| --------- | ---------------------------- | -------------- | ---------------------- | ----- | ------ | ----------- |
| 2000      | Liga de Campeones de la CAF  | 1              | FC 105 Libreville      | 2-1   | 1-1    | 3-2         |
| 2000      | Liga de Campeones de la CAF  | 2              | Highlanders Harare     | 3-0   | 0-3    | 3-3 (5-3 p) |
| 2000      | Liga de Campeones de la CAF  | Fase de grupos | Espérance ST           | 1-2   | 0-4    | 4.º lugar   |
| 2000      | Liga de Campeones de la CAF  | Fase de grupos | Mamelodi Sundowns FC   | 1-2   | 1-2    | 4.º lugar   |
| 2000      | Liga de Campeones de la CAF  | Fase de grupos | Africa Sports National | 1-1   | 1-3    | 4.º lugar   |
| 2004      | Copa Confederación de la CAF | 1              | USM Libreville         | 1-1   | 2-2    | 3-3 (a)     |
| 2004      | Copa Confederación de la CAF | 2              | Léopards de Transfoot  | 4-1   | 2-1    | 6-2         |
| 2004      | Copa Confederación de la CAF | 3              | Orlando Pirates FC     | w.o.1 | 2-4    | 2-4         |
| 2004      | Copa Confederación de la CAF | Fase de grupos | Cotonsport Garoua      | 0-0   | 0-1    | 3.er lugar  |
| 2004      | Copa Confederación de la CAF | Fase de grupos | Santos                 | 3-2   | 0-1    | 3.er lugar  |
| 2004      | Copa Confederación de la CAF | Fase de grupos | Hearts of Oak          | 2-0   | 1-5    | 3.er lugar  |

1- el segundo partido fue abandonado en el minuto 50 por lluvia, con el marcador 0-0. Las siguientes 2 reanudaciones se suspendieron por la misma razón. Se reprogramó para el 15 de agosto pero el Orlando Pirates no se presentó y fue descalificado.

## Jugadores

### Jugadores destacados
- Ahmed-Evariste Medego
- William Etchu Tabi
- Valéry Tenfa (2002–04)
- Thierry Tangouantio
- Paulin Julien Kemajou Nganke